# Улица Варну (Рига)
Улица Ва́рну (латыш. Vārnu iela, в переводе Воронья) — улица в Латгальском предместье города Риги, в Гризинькалнсе.
Проходит от улицы Таллинас до перекрёстка с улицами Пернавас и Алаукста.
Общая длина улицы составляет 403 метра. На всём протяжении имеет асфальтовое покрытие. Общественный транспорт по улице не курсирует, но на улицах Таллинас и на Пернавас есть остановки «Vārnu iela».

## История
Улица Варну впервые показана на карте города в 1876 году и первоначально носила синонимичные названия: нем. Rabenstrasse, латыш. Kraukļu iela (латыш. krauklis — во́рон, в отличие от vārna — воро́на); на русском языке называлась также Грачёвая улица. Современное название установилось к началу XX века; других переименований улицы не было.
Улица Варну и жизнь в её окрестностях на рубеже XIX—XX веков подробно описаны в автобиографической повести Яниса Гризиньша «Республика Вороньей улицы» (1929) и снятом по этой книге кинофильме.
В доме № 6 прошло детство поэтессы Визмы Белшевицы и, соответственно, героини её автобиографической трилогии Билле (экранизирована в 2018 году). В 2007 году на доме установлен памятный знак героине книги.

## Прилегающие улицы
Улица Варну пересекается со следующими улицами:
- Улица Таллинас
- Улица Лабораторияс
- Улица Алаукста
- Улица Пернавас